# Морайш, Франсишку де
Франси́шку де Мора́йш (порт. Francisco de Morais; до реформы 1911 года — порт. Francisco de Moraes; около 1500?, Браганса или Лиссабон — 1572?, Эвора или 1576?, Лиссабон) — португальский писатель и поэт, автор одного из шедевров португальской литературы — прославленного рыцарского романа «Хроника о Палмейрине Английском», переведённого на испанский (1547), итальянский (1553), французский (1553), и английский (1596) языки.

## Идентификация и варианты передачи имени
Подробности жизни писателя мало известны, что осложняется его идентификацией, когда автор ошибочно отождествляется с его однофамильцами. Несмотря на встречающихся в документах однофамильцев (Francisco de Moraes Cabral или Francisco de Moraes da Serra), специалистами были признаны как наиболее приемлемые варианты имени писателя Francisco de Moraes Palmeirim или наиболее используемый сокращённый — Francisco de Moraes. При этом выдвигавшийся в качестве претендента Франсишку де Морайш Кабрал (Francisco de Moraes Cabral) может быть одним из возможных авторов, но не наиболее вероятным. А. Варгас Диас-Толедо (Aurelio Vargas Díaz-Toledo) и М. М. де Жезуш Сантуш Алпальян (Margarida Maria de Jesus Santos Alpalhão) считают, что Франсишку де Морайш Кабрал не мог быть автором романа «Палмейрин Английский».
Написание фамилии Moraes повсеместно употреблялось до Орфографической реформы португальского языка 1911 года, упразднившей написание дифтонга ae и утвердившей орфографию ai как в именах, так и в глагольных формах (pae(s) > pai(s), amae(s) > amai(s), geral — geraes > gerais, igual — iguaes > iguais, heroi — heroes > herois). Тем не менее, иностранные исследователи нашего времени часто используют устаревшую орфографию фамилии писателя Moraes, хотя именно в тех местах, где он мог родиться, располагается город Морайш (порт. Morais). На сайте Национальной библиотеки Португалии и некоторых авторитетных источниках нормативного контроля (WorldCat) принят вариант Morais, Francisco de (ca. 1500—1572).
Варианты передачи имени на русский язык:
- Державин К. Н. — Франсишко де Морайш[2]
- Тертерян И. А. — Франсиско де Морайш[3]
- Овчаренко О. А. — Франсишку де Мурайш[4]
- Надъярных М. Ф. — Ф. ди Морайш[5]

О. А. Овчаренко, одна из наиболее радикальных сторонниц фонематической передачи португальских имён, использует вариант «Мурайш», так как передаёт любое безударное португальское o (как предударное, так и заударное) через русское «[у]».
Данные о том, что после публикации романа «Палмейрин Английский» его автор стал именоваться Франсишку де Морайш Кабрал, Палмейрин (o Palmeirim), не исключаются, но требуют основательных документальных подтверждений. Согласно некоторым источникам, своё прозвище «Палмейрин» писатель получил от португальского короля Жуана III, и оно впоследствии превратилось в унаследованную его потомками фамилию.

## Биография
Словари и монографии приводят противоречивые сведения о Франсишку де Морайше, авторе рыцарского романа «Палмейрин Английский». Биографы указывают расходящиеся данные, поскольку в португальских архивах хранятся документы о нескольких личностях с фамилиями Морайш (Moraes), проживавших в Португалии в первой половине XVI века. Поэтому для составления биографии автора рыцарского романа перед исследователями стоит задача выбора единственного и наиболее вероятного кандидата из этих однофамильцев. Даже несмотря на обнаруженные в последнее время новые документы при определении точной хронологии биографии писателя остаётся много вопросов.
Ниже приводятся документально подтверждённые и предполагаемые даты жизненного пути автора романа «Палмейрин Английский», составленные М. М. де Жезуш Сантуш Алпальян:
- Около 1500? — предположительный год рождения в Брагансе или в Лиссабоне
- 1526? — вероятно проживал в Лиссабоне
- 1530 — документ от 27 февраля, свидетельствующий о проживании в предместье Лиссабона Шабрегаш (Xabregas) с женой Барбарой Мадейра (Bárbara Madeira)
- 1533? — камергер (порт. moço da câmara) инфанта дона Дуарте
- 1539 — документы от 22 апреля и 11 июня о выдаче денежных средств Франсишку де Морайшу, служившему камергером у кардинал-инфанта Энрике
- 1540—1544? — пребывал во Франции секретарём посла Португалии дона Франсишку де Норонья (D. Francisco de Noronha)[10]
- около 1544 — предполагаемая дата первого не сохранившегося издания романа «Палмейрин Английский» на португальском языке
- 1547—1548 — снова во Франции при после доне Франсишку де Норонья (согласно Варгасу Диас-Толедо, вторая миссия во Франции началась в 1549 году[11])
- 1540-е годы? — вероятно был назначен казначеем (Tesoureiro) короля Жуана III
- 1550 — документ от 23 февраля о выдаче денежных средств Франсишку де Морайшу, оруженосцу-фидалгу королевского дома (порт. Escudeiro-Fidalgo da Casa Real), произведённой Антониу де Норонья (António de Noronha)
- 1550 — 15 августа состоялся описанный писателем рыцарский турнир в Шабрегаш (Torneio em Xabregas); имеются другие датировки события — 5 августа 1550 года либо 5 или 15 августа 1552 года[10]
- 1551? — сопровождал дона Франсишку де Норонья в его путешествии в Сеуту и, возможно, в Севилью
- 1558 — рыцарь-фидалгу королевского дома (порт. Cavaleiro-Fidalgo da Casa Real)
- 1564 — рыцарь-фидалгу на службе при кардинал-инфанте Энрике, алмошериф в Эворе (Almoxarife de Évora, фискал)
- 1566? — назначен командором ордена Христа? (порт. Comendador da Ordem de Cristo?)
- 1567 — 25 июня в Эворе опубликована португальская версия романа «Палмейрин Английский»
- 1571 — 2 июня датирован документ о рождении внука, Мануэла де Морайша, более известного как брат Диогу де Санта Анна (Manuel de Moraes, Fr. Diogo de Santa Anna), который оставил сведения о деде
- 1572? — смерть в Эворе?[12]

Эти обновлённые сведения в основном соответствуют данным, приведённым Британникой издания 1911 года.
Предположительно, но с большой степенью вероятности писатель родился в Лиссабоне в последние годы XV века в семье Себастьяна (Себаштиана) де Морайша, главного казначея (порт. thesoureiro-mór do reino) королевства Португалия. Но поскольку мать Жулиана де Морайш происходила из знатной семьи Морайшев Браганских (Moraes de Bragança), не исключается вероятность, что Франсишку родился в городе Браганса, на северо-востоке Португалии в провинции Траз уж Монтеш.
Всё указывает на то, что с ранних лет Морайш проявил пристрастие к учёбе, участвовал в африканских войнах, так как его тексты свидетельствуют о прекрасной осведомлённости в военном деле. Поскольку отец занимал высокий связанный с финансами пост, Жуан III назначил Морайша казначеем королевского дома (tesoureiro da Casa Real).
Многие источники подтверждают тесную связь с знатным родом графов де Линьяреш, где Морайш служил и воспитывался, и, видимо, был близким другом дона Франсишку де Норонья (D. Francisco de Noronha), который позднее получил титул графа де Линьяреш. О своём воспитании и службе в этом семействе Морайш сообщил в адресованном королеве Элеоноре описании рыцарского турнира в Шабрегаш.
В 1546 году (sic) снова отправился во Францию, сопровождая посла Франсишку де Норонья, которому было поручено передать соболезнования Жуана III королю Генриху II по поводу кончины его отца Франциска I (умер в 1547 году). Морайш написал отчёт о его погребении и поминках. В 1550 году находился в Лиссабоне и 5 августа присутствовал на рыцарском турнире в Шабрегаш, описания о котором также оставил для истории. Франсишку де Морайш проживал в Эворе и умер в преклонном возрасте насильственной смертью у входа на площадь Росиу в 1572 году.
Рыцарский турнир на берегу Тежу в предместье Лиссабона Шабрегаш состоялся 5 августа 1550 году, но, согласно описанию Жорже Феррейре де Вашконселуш из предпоследней главы рыцарского романа «Мемориал о подвигах рыцарей второго Круглого стола», это событие имело место 15 августа 1552 года, в день Вознесения Девы Марии, когда инфанту Жуану Мануэлу исполнилось 15 лет. На турнире присутствовали представители правящей династии, инфанты, в их числе и инфанта дона Мария Португальская. Антониу де Норонья выступил вторым рыцарем, вызвавшем любого желающего на поединок.
Камилу Каштелу Бранку предполагал, что убийство на площади в Эворе произошло по причине завуалированной критики представителей будущей Браганской династии в одной из рукописных версий «Диалога между феодалом и оруженосцем» (Diálogo entre um fidalgo e um escudeiro), впоследствии изъятой цензурой из издания 1624 года.

## Творчество
В прологе к «Палмейрину Английскому» автор посвятил свой роман инфанте доне Марии, дочери Мануэла I, из чего исследователи заключают, что данное сочинение было начато во Франции. Это должно было произойти до 1543 года, когда дона Франсишку де Норонья в Париже сменил другой посол Португалии. Вместе с ним 12 мая 1543 года Париж также покинул Морайш. Из другого сочинения Франсишку де Морайша, «Раскаяние в своих любовных чувствах, испытываемых в Париже к девушке Торси» (Desculpa de uns seus amores que teve em Paris com a donzella Torsy), становится известно о вспыхнувшей любви писателя к придворной красавице Клаудии Блоссе де Торси (Claudia Blosset de Torcy). Из посвящения следует, что «Палмейрин» был написан во Франции (возможно в Париже), когда Морайшу уже исполнилось 40 лет. Вильям Эдвард Пёрсер (William Edward Purser) полагал, что роман был начат в Португалии, а окончен во Франции. Изменение тональности повествования произошло после того, как мадемуазель де Торси отвергла притязания Морайша, а к тому времени была уже написана четверть книги.
Из пролога к роману явствует, что его посвящение инфанте было написано до 1557 года, так как Жуан III в нём упоминается ещё правящим Португалией королём. Об авторстве Ф. де Морайша свидетельствует один весьма важный факт — это описания любовных чувств к мадемуазель Торси в «Раскаянии», совпадающих как с эпизодом романа на португальском языке, так и в его испанских версиях. Именно поэтому Луис Уртадо и Феррер признаны переводчиками данного произведения на испанский язык, но не его создателями, так как не могли знать о подробностях интимных отношений Морайша и парижской придворной дамы. Тем более, что акростих Луиса Уртадо свидетельствует о том, что он не мог написать роман, так как родился в 1530 году, а испанская версия впервые была опубликована в 1547 году. Пёрсер идентифицировал четырёх французских дам романа с реальными придворными (главы 137—148): красавице Торси соответствовала Клод Блоссе (Claude Blosset).
Жуан III присвоил писателю звание командора ордена Христа и позволил использовать вместе с фамилией прозвище «Палмейрин». Морайш также написал «Диалоги». Первый из них — о недостатках и предрассудках знати и рыцарского сословия, второй — о преимуществе военного дела над литературой, третий комедийный и насыщенный нелепостями диалог о любви слуги и торговки.